# مايك مونتجومري (لاعب كرة قاعدة)
مايك مونتجومري (بالإنجليزية: Mike Montgomery)‏ هو لاعب كرة قاعدة أمريكي، ولد في 1 يوليو 1989 في فالنسيا، سانتا كلاريتا، كاليفورنيا في الولايات المتحدة.

## وصلات خارجية
- مايك مونتجومري على موقع دوري كرة القاعدة الرئيسي (الإنجليزية)
- مايك مونتجومري على موقعبيزبول رفرنس.كوم (الدوري الرئيسي) (الإنجليزية)
- مايك مونتجومري على موقعبيزبول رفرنس.كوم (الدوري الثانوي) (الإنجليزية)
- مايك مونتجومري على موقع إي إس بي إن.كوم (أم.أل.بي) (الإنجليزية)
- مايك مونتجومري على موقع مشجعي الرسوم البيانية (الإنجليزية)